# Hodierna van Tripoli

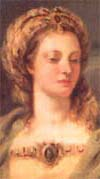
Fictief portret van Hodierna van Tripoli

Hodierna van Rethel, prinses van Jeruzalem (c.1110 - c.1164) was een dochter van Boudewijn II van Jeruzalem en Morphia van Melitene, door haar huwelijk met Raymond II van Tripoli werd ze gravin van Tripoli.
Hodierna was de derde dochter van vier; haar oudere zussen waren koningin Melisende van Jeruzalem, gehuwd met Fulco V van Anjou, en Alice van Antiochië, gehuwd met Bohemund II van Antiochië, en haar jongere zus was Loveta, abdis van Bethany. De vier zusters waren erg betrokken bij elkaar. Hodierna zou haar zus Melisende gevraagd hebben om de dood van Alfons Jordaan van Toulouse, zoon van Raymond IV van Toulouse, die het graafschap Tripoli kwam opeisen in 1148. Hodierna steunde van haar kant haar zus Melisende met de worstelingen om de troon met prins Boudewijn III (neef van Hodierna). Na deze affaire, waren er strubbelingen in de relatie van Hodierna en haar man Raymond. Hodierna was erg zelfstandig, maar haar man was erg jaloers en achterdochtig waardoor er frictie ontstond in de relatie. Melisende kwam naar Tripoli om te bemiddelen en vond het beter als haar zus een tijdje kwam verblijven in Jeruzalem. Na het verlaten van Tripoli werd Raymond enkele uren later vermoord door huurlingen, waarna Hodierna spoedig terugging om het regentschap op zich te nemen en de verdediging op scherp werd gezet. Haar zoon Raymond III van Tripoli nam in 1156 de volmacht van graaf over, Hodierna overleed in de jaren 1160-65 (datum onbekend).
Jaufré Rudel een troubadour uit Frankrijk zou over de enorme schoonheid van Hodierna gehoord hebben en reisden mee met de Tweede Kruistocht, om dit met eigen ogen te zien. Als hij aankomt in Tripoli is hij meer dood als levend, Hodierna hoort van dit voorval en verlaat haar kasteel om Rudel in haar armen te zien sterven. Deze proza is beschreven door Rudel zelf als l'amour lointain, maar naar alle waarschijnlijkheid heeft de ontmoeting nooit plaatsgevonden.

## Voorouders
| Voorouders van Hodierna van Tripoli (1110–1164) | Voorouders van Hodierna van Tripoli (1110–1164)                   | Voorouders van Hodierna van Tripoli (1110–1164)                   | Voorouders van Hodierna van Tripoli (1110–1164)                   | Voorouders van Hodierna van Tripoli (1110–1164)                   | Voorouders van Hodierna van Tripoli (1110–1164)                   | Voorouders van Hodierna van Tripoli (1110–1164)                   | Voorouders van Hodierna van Tripoli (1110–1164)                   | Voorouders van Hodierna van Tripoli (1110–1164)                   |
| ----------------------------------------------- | ----------------------------------------------------------------- | ----------------------------------------------------------------- | ----------------------------------------------------------------- | ----------------------------------------------------------------- | ----------------------------------------------------------------- | ----------------------------------------------------------------- | ----------------------------------------------------------------- | ----------------------------------------------------------------- |
| Overgrootouders                                 | Manasses III van Rethel (-1081) ∞ Judith (-)                      | Manasses III van Rethel (-1081) ∞ Judith (-)                      | Gwijde I van Montlhéry (1031-1095) ∞ Hodierne de Gometz (-1074)   | Gwijde I van Montlhéry (1031-1095) ∞ Hodierne de Gometz (-1074)   | ? (-) ∞ ? (-)                                                     | ? (-) ∞ ? (-)                                                     | ? (-) ∞ ? (-)                                                     | ? (-) ∞ ? (-)                                                     |
| Grootouders                                     | Hugo I van Rethel (1040-1118) ∞ Melissende van Crécy (1032-)      | Hugo I van Rethel (1040-1118) ∞ Melissende van Crécy (1032-)      | Hugo I van Rethel (1040-1118) ∞ Melissende van Crécy (1032-)      | Hugo I van Rethel (1040-1118) ∞ Melissende van Crécy (1032-)      | Gabriel van Melitene (1055-1103) ∞ ? (-)                          | Gabriel van Melitene (1055-1103) ∞ ? (-)                          | Gabriel van Melitene (1055-1103) ∞ ? (-)                          | Gabriel van Melitene (1055-1103) ∞ ? (-)                          |
| Ouders                                          | Boudewijn II van Jeruzalem (-1131) ∞ Morphia van Melitene (-1126) | Boudewijn II van Jeruzalem (-1131) ∞ Morphia van Melitene (-1126) | Boudewijn II van Jeruzalem (-1131) ∞ Morphia van Melitene (-1126) | Boudewijn II van Jeruzalem (-1131) ∞ Morphia van Melitene (-1126) | Boudewijn II van Jeruzalem (-1131) ∞ Morphia van Melitene (-1126) | Boudewijn II van Jeruzalem (-1131) ∞ Morphia van Melitene (-1126) | Boudewijn II van Jeruzalem (-1131) ∞ Morphia van Melitene (-1126) | Boudewijn II van Jeruzalem (-1131) ∞ Morphia van Melitene (-1126) |